# Quohrener Abzugsgraben
Der Quohrener Abzugsgraben ist ein gut ein Kilometer langer linker Nebenfluss des Loschwitzbachs im Stadtbezirk Loschwitz im Dresdner Osten.
Der Bach entspringt im Stadtteil Quohren aus der Quohren-Quelle. Diese organisch geprägte Sickerquelle mit permanenter Wasserführung befindet sich wenige Meter südöstlich des Dresdner Naturdenkmals 87 Stiel-Eiche Quohrener Straße, nördlich des Abzweigs des Hempelwegs von der Quohrener Straße. Die Quohrener Straße ist Teil der Kreisstraße 6212, die von Schönfeld im Schönfelder Hochland nordwestlich durch Cunnersdorf und Gönnsdorf nach Quohren und in einer flachen Talmulde weiter nach Bühlau zur Bundesstraße 6 führt.
Der Quohrener Abzugsgraben fließt straßenbegleitend und teilweise verrohrt erst öst-, ab dem 1,6 Hektar großen Flächennaturdenkmal 49 Wiesen und Teich an der Quohrener Straße westlich der Quohrener Straße. Dort durchfließt er den rund 700 Quadratmeter großen Quohrener Dorfteich und nimmt anschließend in einem verrohrten Abschnitt rechtsseitig den Stallteichgraben auf. Einem offenen Abschnitt folgt auf Höhe der St.-Michaels-Kirche erneut eine kurze verrohrte Strecke.
Südlich des Ullersdorfer Platzes wechselt der Quohrener Abzugsgraben auf den letzten zweihundert Metern seine Richtung gen Westen und unterquert die Straße Am Kurhaus Bühlau. In anfangs nordwestlicher, später südsüdwestlicher Richtung fließt er am rückseitigen Rand der Bebauung und mündet westlich des Kurhauses Bühlau in den westwärts fließenden Loschwitzbach. Ursprünglich war die Mündung wohl flussaufwärts, östlich des Ullersdorfer Platzes.
Im Rahmen von Hochwasserschadensbeseitigung, Hochwasserschutz und Renaturierung werden in Dresden viele verrohrte Bachläufe wieder offengelegt. Im Jahr 2018 betraf dies ein kurzes Stück des Quohrener Abzugsgrabens, weitere Abschnitte sollen bei Ausbauten der Quohrener Straßen erfolgen.

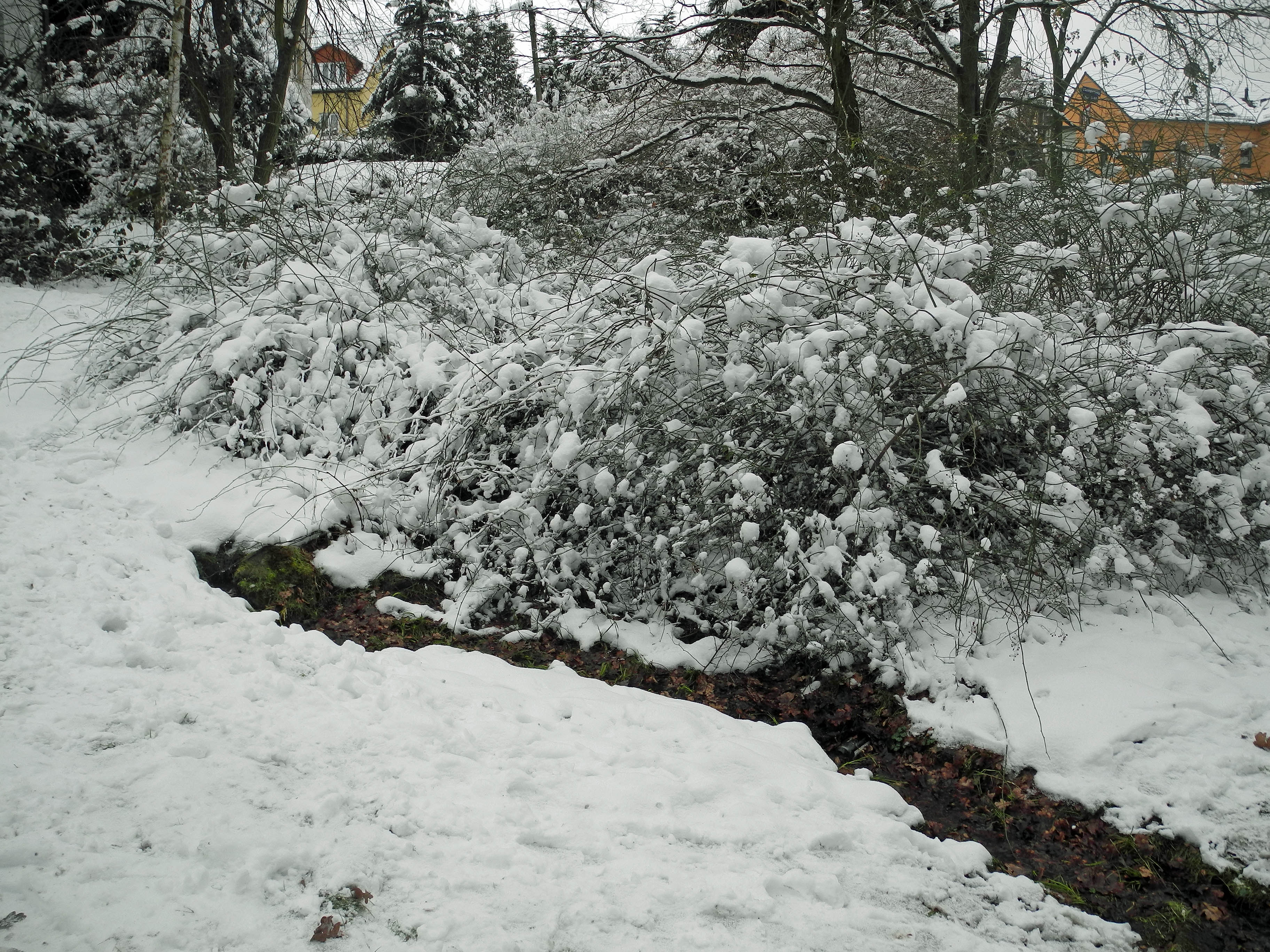
Die Quohren-Quelle
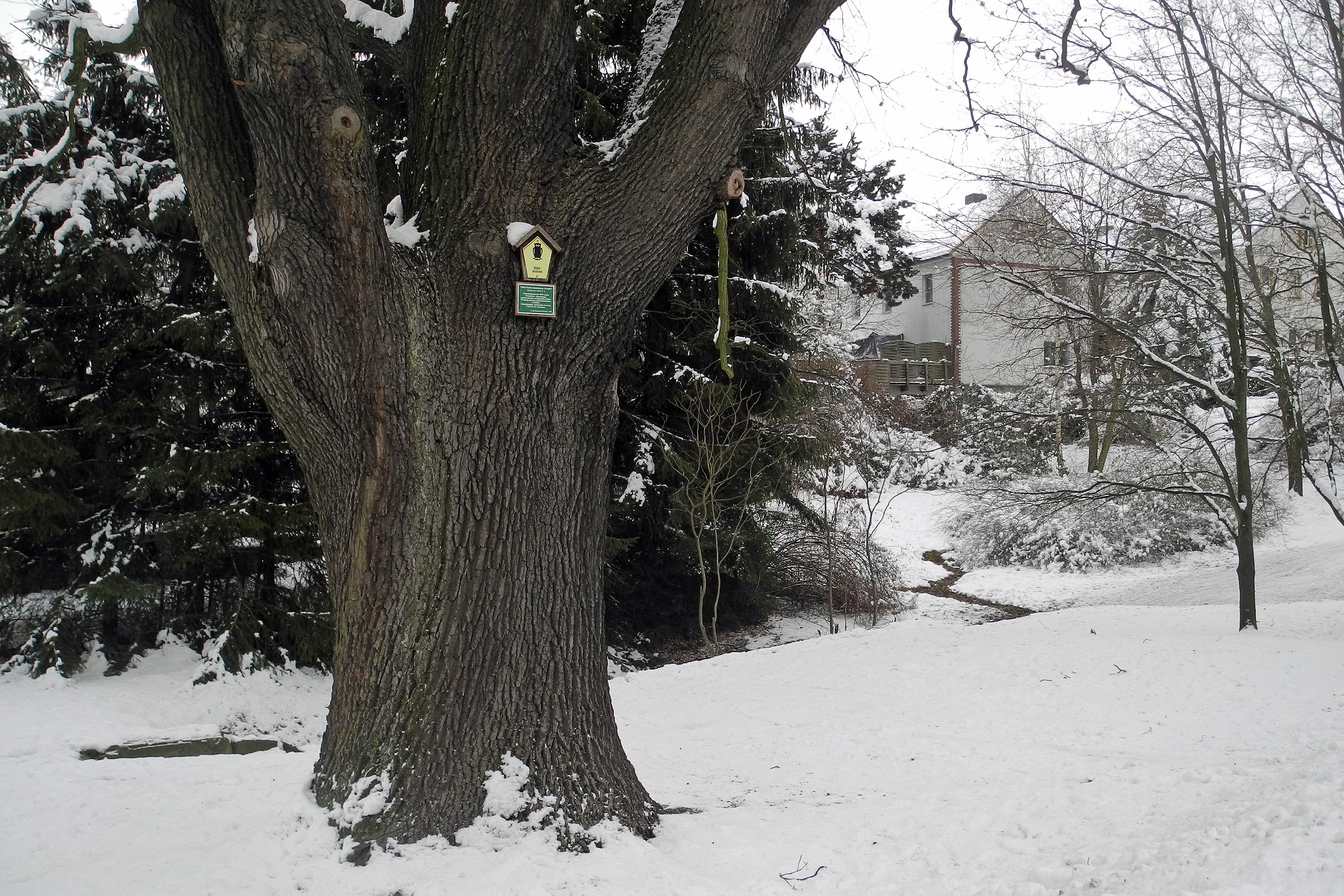
Zulaufgraben am Naturdenkmal Stiel-Eiche
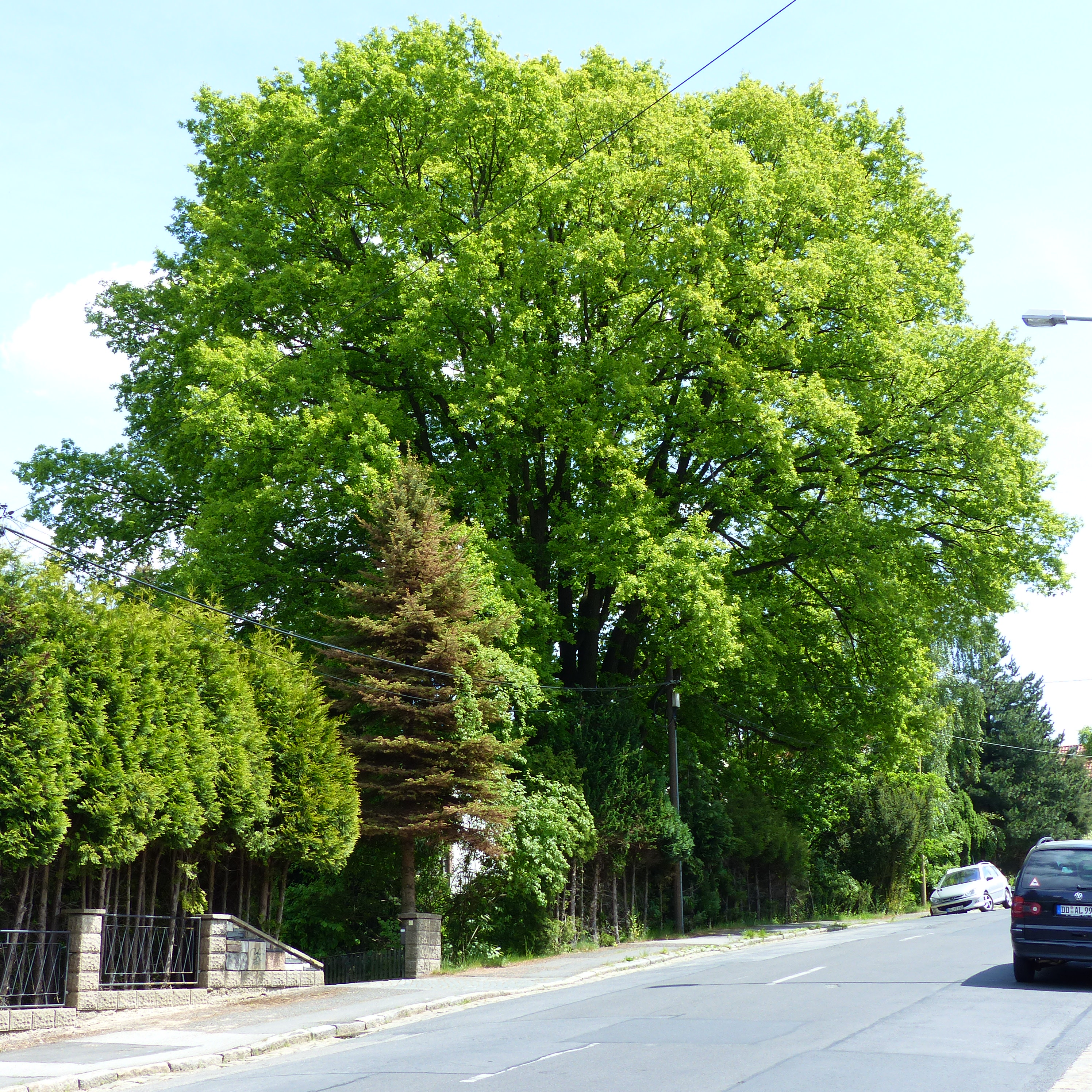
Naturdenkmal Stiel-Eiche Quohrener Straße
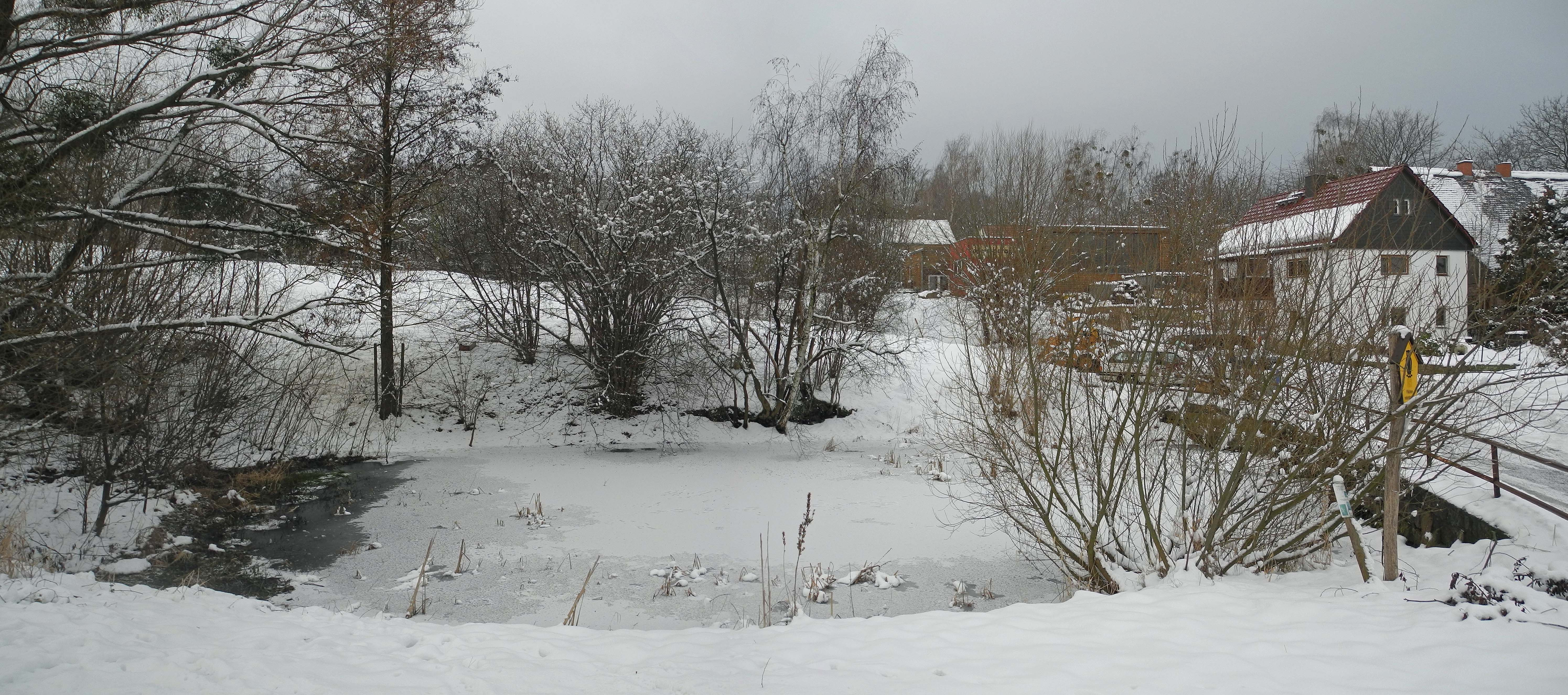
Quohrener Dorfteich im Winter